# Filadelfia (Caldas)
Filadelfia est une municipalité située dans le département de Caldas, en Colombie.